# Anomala oedematosa
Anomala oedematosa är en skalbaggsart som beskrevs av Ohaus 1916. Anomala oedematosa ingår i släktet Anomala och familjen Rutelidae. Inga underarter finns listade i Catalogue of Life.